# Callicostella submonofaria
Callicostella submonofaria là một loài rêu trong họ Pilotrichaceae. Loài này được Broth. mô tả khoa học đầu tiên năm 1924.